# Сквозь серый камень
«Сквозь серый камень» — советский короткометражный мультфильм, выпущенный в 1987 году киностудией Беларусьфильм.

## Сюжет
Гроза. Под дождём бежит надсмотрщик из тюрьмы, укрывается от непогоды в лавке антиквара. Свисток жандарма, взрыв — покушение на царя. Обыск у Кибальчича. Он одержим идеей создания реактивного двигателя, который видится ему даже в кончике сигары министра внутренних дел. Петропавловская крепость сводит Кибальчича и надсмотрщика. Под вальс идут воспоминания — парк, открытие памятника, монетный двор. Прогулка перед казнью, пустая камера. Надсмотрщик пытается полететь, но хлыст обрывает его мечту. А мечта Кибальчича вырывается из Петропавловки, заполняя ракетой весь экран.

## Съёмочная группа
| Режиссёр-постановщик | Игорь Волчек                |
| Автор сценария       | Евгений Марковский          |
| Оператор-постановщик | Михаил Комов                |
| Художник-постановщик | Владимир Тарасов            |
| Звукорежиссёр        | Сергей Чупров               |
| Композитор           | Олег Оловников Игорь Волчек |